# فرانسوا أيميه لويس دومولين
فرانسوا أيميه لويس دومولين هو رسام سويسري، ولد في 10 أغسطس 1753 في فيفي في سويسرا، وتوفي بنفس المكان في 16 فبراير 1834.